# Ghindari
Ghindari (in ungherese Makfalva, in tedesco Eicheldorf) è un comune della Romania di 3262 abitanti, ubicato nel distretto di Mureș, nella regione storica della Transilvania. 
Il comune è formato dall'unione di 7 villaggi: Abud, Ceie, Chibed, Ghindari, Solocma, Trei Sate, Tirimia.